# ジャック＝ニコラ・レメンス
ジャック＝ニコラ・レメンス（Jacques-Nicolas (Jaak-Nicolaas) Lemmens 1823年1月3日 - 1881年1月30日）は、ベルギーのオルガニスト、作曲家。

## 生涯
レメンスはウェスターロ近郊のZoerle-Parwijsに生まれた。彼の師となったフランソワ＝ジョゼフ・フェティスは、レメンスをベルギーのオルガン演奏芸術を塗り替えるべき力を持った音楽家へと育てようとした。フェティスは彼をドイツのアドルフ・フリードリヒ・ヘッセの元へ送り、バッハの伝統を習得させた。
1847年、レメンスはカンタータ『リア王』によりフランソワ＝オーギュスト・ジュヴァールに次いでベルギーのローマ大賞の2等賞を獲得した。翌年、彼の初のオルガン作品『Dix improvisations dans le style sévère et chantant』が出版される。彼は1849年3月にわずか26歳でブリュッセル王立音楽院のオルガン教師に任用された。彼は数多くの弟子を育てたが、ベルギー人ではアルフォンス・マイイ、クレマン・ロレ、ジョゼフ・カラーツ、フランス人ではアレクサンドル・ギルマンとシャルル＝マリー・ヴィドールが有名となった。
1852年、レメンスはパリのサン・ヴァンサン・ド・ポール教会、ラ・マドレーヌ教会、そしてサントゥスタシュ教会でリサイタルを催し、その技巧によって聴衆の度肝を抜いた。とりわけ注目すべきは彼の華麗な足鍵盤さばきであり、これは彼が当時のフランスでは全く知られていなかったバッハの音楽を学んでいたことによるところが大きかった。1857年、彼はイングランドのソプラノ歌手であるヘレン・シェリントンと結婚した。彼女はその後の10年間、イングランドを代表する演奏会またはオペラ歌手として活躍した。
レメンスはベルギーのメヘレンから遠くないゼムストに没した。
ベルギーのルーヴェンにあるレメンス音楽院はレメンスの名を冠した音楽学校である。レメンスが初代院長を務めた。

## オルガン曲
- Dix Improvisations dans le style sévère et chantant （1848年）
- École d'Orgue, basée sur le plain-chant romain （オルガン教則本、1862年） incl.:
  - Prélude à 5  (Grave) 変ホ長調
  - Prière (Moderato cantabile) ホ長調
  - Fanfare (Allegro non troppo) ニ長調
  - Cantabile (Allegretto) ロ短調
  - Final (Allegro) ニ長調
- 自由な形式による4つのオルガン曲 （1866年）
  - Allegretto 変ロ長調
  - Christmas-Offertorium
  - Fantasia イ短調
  - Grand Fantasia (The Storm) ホ短調
- 3つのソナタ （1874年）
  - ソナタ第1番 『Pontificale』 ニ短調 
    - 1. Allegro moderato
    - 2. Adagio
    - 3. Marche Pontificale (Maestoso)
    - 4. Fuga (Fanfare)

  - ソナタ第2番『O Filii』 ホ短調 
    - 1. Prélude (Allegro non troppo)
    - 2. Cantabile (Andante)
    - 3. Fuga (Allegro con fuoco)

  - ソナタ第3番『Pascale』 イ短調 
    - 1. Allegro
    - 2. Adoration (Andante sostenuto)
    - 3. Finale "Alleluia" (Maestoso recitando - Allegro)